# Стилтмэн
Стилтмэн (англ. Stilt-Man) — псевдоним нескольких суперзлодеев американских комиксов издательства Marvel Comics.

## История публикаций
Стилтмэн был создан сценаристом и художником Уолли Вудом и впервые появился в комиксе Daredevil #8  (июнь 1965). Он был представлен как преступник, одетый в непробиваемые доспехи с мощными телескопическими ногами. В дополнение к тому, что он являлся одним из самых стойких заклятых врагов Сорвиголовы, он сражался с другими героями, такими как Человек-паук, Тор и Железный человек.

## Биография

### Уилбур Дэй
Уилбур Дэй родился в Нью-Йорке. Он работал у Карла Клаксона в качестве ученого и инженера. Карл Клаксон изобрел гидравлический плунжер и Уилбур украл конструкции Какстона, позже использовав их для того, чтобы сконструировать длинные телескопические металлические ножки, которые позволяли ему подниматься высоко над землей. Он включил эти гидравлические ходули в бронированный боевой костюм, который создал для того, чтобы использовать его в ограблениях от лица преступника — Стилтмэна. Он сражался с Сорвиголовой и, казалось, превратился в ничто, когда в него случайно попал экспериментальный луч молекулярного конденсатора. Позже было рассказано о его возвращении из подобной лимбо «микровселенной», и он попытался помочь Попрыгуну сбежать из-под стражи. Стилтмэн снова был побежден Сорвиголовой, но ему помог сбежать Мародер в Маске. Стилтмэн объединился с Мародером в Маске в попытке поймать Сорвиголову; однако он сражался с Человеком-пауком и был побежден Сорвиголовой.
Позже повествуется о его побеге от Сорвиголовы с помощью Электро. Стилтмэн объединился с Электро, Матадором, Попрыгуном и Гладиатором, чтобы сформировать первых Эмиссаров Зла и сразиться с Сорвиголовой. Позже Стилтмэн был нанят мафиози, чтобы убить кандидата в окружные прокуроры Фогги Нельсона, и снова сразился с Сорвиголовой. Он замаскировался под каскадера и напал на Сорвиголову на съемочной площадке голливудского фильма. В Сан-Франциско он похитил своего бывшего работодателя Карла Какстона и его дочь, чтобы заставить его воссоздать свой молекулярный конденсатор. Однако и на этот раз был побежден Сорвиголовой и Черной вдовой.
Помимо долгих и неудачных битв с Сорвиголовой, он сталкивался с другими супергероями. Его наняли бандиты из Лос-Анджелеса, чтобы убить Сокола, и в процессе он украл у Трапстера различное оружие и устройства. Стилтмэн ограбил банк в Лос-Анджелесе и сразился с Черным Голиафом. Он телепортировал Чёрного Голиафа и его товарищей на чужую планету, используя оружие Z-ray. Стилтмэн напал на Черного Голиафа в штаб-квартире Чемпионов в поисках инопланетного источника энергии. Он сражался с Чемпионами, и оружие Z-ray было уничтожено Темной Звездой, но Стилтмэн все же удалось сбежать от Чемпионов. Позже он был освобожден из тюрьмы Бластааром и Доктором Фаустом. После этого у Стилтмэна появился новый боевой костюм из вторичного адамантия с дополнительным вооружением. Он украл несколько радиоактивных изотопов и сразился с Тором, но проиграл битву и был лишен костюма победоносным Богом Грома.
Стилтмэн был нанят, чтобы похитить помощника окружного прокурора Максин Лавендер. Тёрк Барретт — мелкий мошенник и даже больший неудачник, чем Дэй, украл его доспехи и «лицо» Стилтмэна. Тёрк связался с Кингпином и предложил стать его новым приспешником, но получил отказ, услышав: «Неважно, какие доспехи или оружие ты мог приобрести, Тёрк. Ты идиот. Я не нанимаю идиотов». Взбешенный дерзостью Тёрка, Дэй связался с Сорвиголовой и сообщил ему о слабостях в доспехах. Благодаря информации Дэя, Сорвиголова легко отключил автогироскопы, необходимые для сохранения баланса брони, и поверг Тёрка. Дэй модифицировал доспехи, чтобы Сорвиголова не использовал это новое знание против него. Стилтмэн хотел восстановить свою репутацию суперзлодея и решил для этого сразиться с Человеком-пауком. Но, когда Человек-паук спас ему жизнь, Стилтмэн отплатил ему тем же, не воспользовавшись возможностью убить героя.
Стилтмэн время от времени появлялся в различных комиксах Marvel, в которых он продолжил свою преступную карьеру и сражался с несколькими супергероями, но это не принесло ему особого успеха. Одно из его самых ярких появлений в то время было в «Войне броней», где Стилтмэн стал одним из тех, чьи доспехи были тайно модернизированы с помощью технологий, украденных у Тони Старка; Железный Человек быстро победил злодея в их противостоянии, бросив в него одну из своих гидравлических ног, нокаутировав его. Позже Стилтмэн попытался убить окружного прокурора Блейка Тауэр за то, что тот отправил его в тюрьму, но был схвачен Женщиной-Халком. Стилтмэн был среди злодеев, которых собрал Доктор Дум, чтобы напасть на Фантастическую четверку в Вашингтоне, округ Колумбия. Несмотря на то, что с ним было несколько других злодеев, он с треском провалился. Он также был среди злодеев, которые пытались напасть на Мстителей на месте их реконструированного особняка.
В сериале 2006 года «Герои по найму» версия брони Стилтмэна может быть найдена на складе полиции вместе с оборудованием других злодеев. Видимая здесь броня помечена «Дело: Нью-Йорк против Тёрка („Проигравший“)». и позже использовалась Скорпионом во время битвы с Паладином.
Когда личность Сорвиголовы становится раскрыта, Уилбур посещает адвокатское бюро Нельсона и Мердока, объявив, что он устал от всего этого испытания и что он уходит на пенсию как Стилтмэн. Он оставил свои доспехи в чемодане на столе Мердока и был насильственно удален, когда начал выкрикивать свой параноидальный вывод о том, что Мердок был настоящим Кингпином. Затем Мердок в шутку спросил своего партнера по закону, Фогги Нельсона, не хочет ли он стать следующим Стилтмэном, но Фогги быстро отклонил это предложение.

### Неизвестный
Во время отсутствия Дэя в мире преступности, пока ещё неназванный преступник приобрел броню Стилтмэна. После улучшения своих телескопических способностей этот Стилтмэн был побежден Сорвиголовой и Люком Кейджем.
В следующий раз он был побежден мисс Марвел.
Стилтмэн позже сражался и с Сорвиголовой, и с Великим Человеком-пауком (разум Доктора Осьминога в теле Человека-паука).

### Майкл Уоттс
Третьего Стилтмэна выбрала банда мелких головорезов. Майкл Уоттс утверждал, что знает парня, который знает парня, который знает парня, который приведет к мастеру, который, по-видимому, улучшил костюм. Каратель знал о действиях банды. Но, после некоторых убеждений со стороны Носорога, Фрэнк оставил в живых Уоттса. Уоттс верил, что он и его банда добьются великих успехов.

### Калли Райан
Четвёртый неопознанный женский вариант появляется в The Amazing Spider-Man № 611, называя себя «Леди Стилтмэн». Она, похоже, не связана ни с одним из других Стилтмэнов и утверждает, что использует это имя как «дань уважения». Эта версия более неуклюжая и нескоординированная, и сам Человек-паук говорит, что она «слишком старается».
В мини-сериале «Злодеи по найму» Леди Стилтмэн снова появляется как член злодейской подгруппы Мисти Найт из «Героев по найму», именуемой просто «Стилтмэн». Позже она переходит на сторону Пурпурного человека.
Леди Стилтмэн позже нанята Максом Фьюри, чтобы присоединиться к воплощению Совета Теней — Мастерам Зла.
Мисти Найт посещает Леди Стилтмэн в больнице. В этот момент становится понятно, что настоящее имя Леди Стилтмэн — Калли Райан. Она оказалась жертвой скандала из-за неловкого секс-видео вместе с другими женщинами-героями и злодеями. Позже выясняется, что все видео были розыгрышем. Мисти помогает очистить имя Калли Райан от дурной славы, но позже Леди Стилтмэн замечают на совершении другого преступления.

## Силы и способности
Дэй — компетентный, хотя, возможно, и не гениальный инженер и изобретатель со степенью в области физики и машиностроения. Дэй часто использует электрошокер, способный производить мощный удар током. Он также использовал газовые гранаты, лучевой бластер с заряженными частицами и вакуумное устройство.
Стилтмэн спроектировал и сконструировал свой боевой костюм, который увеличивает его силу в десять раз, что позволяет ему поднимать приблизительно 1500 фунтов (680 кг). Телескопические ноги содержат гидроцилиндры, которые позволяют использовать их в качестве таранов, могут растягиваться до 250 футов (примерно 76 метров), а также позволяют ему ходить со скоростью до 30 миль в час (48 км / ч). Его ноги также покрыты силиконовым составом, который предотвращает прилипание к ним паутины Человека-паука.

## Другие версии

### Marvel Zombies
В ограниченной серии Marvel Zombies 3 появляется зомбированный Стилтмэн. Он входит в группу зомби, охраняющих комплекс, которым управляет зомбированный Кингпин. Его называют «бродячим часовым». Он сталкивается с Человеком-Машиной, который пытается сбежать из комплекса. Андроид, который тоже на ходулях, дразнит Стилтмэна тем, что их сходство могло сделать их друзьями.
Другой Стилтмэн показан в ином измерении, кишащем зомби, его тело было оставлено лежать в развалинах Нью-Йорка на десятилетия.

## Вне комиксов

### Телевидение
- Версия Стилтмэна Уилбура Дэя появилась в эпизоде мультсериала «Железный человек» «Войны в доспехах. Часть 1», где его озвучил Дориан Хэрвуд[38]. Используя броню, основанную на костюме Железного человека, он попытался ограбить здание, но был побеждён Железным человеком, который отключил броню Стилтмэна.
- Стилтмэн должен был появиться в сериале «Женщина-Халк: Адвокат» (2022), действие которого разворачивается в рамках медиафраншизы «Кинематографическая вселенная Marvel»[39].

### Кино
Художник-раскадровщик Джеффри Хендерсон заявил, что Стилтмэн мог появиться в фильме «Человек-паук 4» Сэма Рейми.

### Видеоигры
- Стилтмэн появляется как вспомогательный персонаж в версии Spider-Man: Web of Shadows (2008) для PSP.
- Уилбур Дэй появился в версии Iron Man 2 (2010) для Nintendo DS.

### Товары
Стилтмэн был сборной фигуркой в рамках линейки Marvel Legends компании Hasbro.

## Критика
Screen Rant поместил Стилтмэна на 15-е место среди «15 самых могущественных врагов Сорвиголовы», а также на 1-е место среди «10 малоизвестных врагов Сорвиголовы». Comic Book Resources поместил персонажа на 7-е место среди «10 злодеев Marvel, чьи прозвища устарели», а также на 9-е место среди «10 врагов Человека-паука, которые слишком слабы, чтобы представлять угрозу».